# 许昭来
许昭来，云南石屏人，是一名清朝政治人物。举人出身。
许昭来曾于1706年接替朱宣恒任青浦县知县一职，1707年由鲍学沛接任。